# سيلفيو خوسيه كانتو
سيلفيو خوسيه كانتو (17 يناير 1977 في ساو باولو في البرازيل – )؛ هو لاعب كرة قدم سابق كان يلعب كلاعب وسط.

## وصلات خارجية
- سيلفيو خوسيه كانتو على موقع رابطة كرة القدم اليابانية للمحترفين (اليابانية)
- سيلفيو خوسيه كانتو على موقع قاعدة بيانات كرة القدم.إي يو (الإنجليزية)
- سيلفيو خوسيه كانتو على موقع Soccerway.com (الإنجليزية)
- سيلفيو خوسيه كانتو على موقع عالم كرة القدم.نت (الإنجليزية)